# William M. Tweed
William Magear Tweed (3 de abril de 1823 - 12 de abril de 1878) - a menudo erróneamente llamado "William Marcy Tweed" (véase más abajo), y ampliamente conocido como "Boss" Tweed - fue un político estadounidense conocido por ser el "jefe" de Tammany Hall, la maquinaria política del Partido Demócrata que jugó un papel importante en la política de la ciudad y del estado de Nueva York en el siglo XIX. En el apogeo de su influencia, Tweed era el tercer mayor terrateniente de la ciudad de Nueva York, director del Ferrocarril del Erie, director del Tenth National Bank, director de la Compañía de Impresión de Nueva York, propietario del Hotel Metropolitan, accionista importante de minas de hierro y compañías de gas, miembro de la junta de la Harlem Gas Light Company, miembro de la junta de la Third Avenue Railway Company, miembro de la junta de la Compañía del Puente de Brooklyn y presidente del Guardian Savings Bank.
Fue elegido miembro de la Cámara de Representantes de los Estados Unidos en 1852 y de la Junta de Supervisores del Condado de Nueva York en 1858, año en que se convirtió en el jefe de la máquina política de Tammany Hall. También fue elegido para el Senado del Estado de Nueva York en 1867, pero la mayor influencia de Tweed provino de ser miembro designado de una serie de juntas y comisiones, de su control sobre el patrocinio político en la ciudad de Nueva York a través de Tammany y de su capacidad para garantizar la lealtad de los votantes a través de empleos que podía crear y distribuir en proyectos relacionados con la ciudad. 
Tweed fue condenado por robar una cantidad estimada por un comité de concejales en 1877 entre 25 y 45 millones de dólares a los contribuyentes de la ciudad de Nueva York a través de la corrupción política, aunque estimaciones posteriores han cifrado esta cantidad en unos 200 millones. Incapaz de pagar la fianza, escapó de la cárcel una vez, pero fue detenido. Murió en la Cárcel de la calle Ludlow.

## Primeros años y educación
Tweed nació el 3 de abril de 1823 en el 1 de Cherry Street, en el Lower East Side de Manhattan. Hijo de un fabricante de sillas, escocés de tercera generación, Tweed creció en Cherry Street. Su abuelo llegó a los Estados Unidos desde un pueblo cercano al río Tweed, cerca de Edimburgo. La filiación religiosa de Tweed no era de dominio público, pero en el momento de su funeral, el New York Times, citando a un amigo de la familia, informó que sus padres habían sido cuáqueros y "miembros de la antigua casa de reuniones de Rose Street". A la edad de 11 años, dejó la escuela para aprender el oficio de su padre, y luego se convirtió en aprendiz de un guarnicionero. También estudió para ser contable y trabajó como operario para una empresa en la que había invertido, antes de unirse al negocio familiar en 1852. El 29 de septiembre de 1844, se casó con Mary Jane C. Skaden y vivió con su familia en la calle Madison durante dos años.

## Comienzo de su carrera

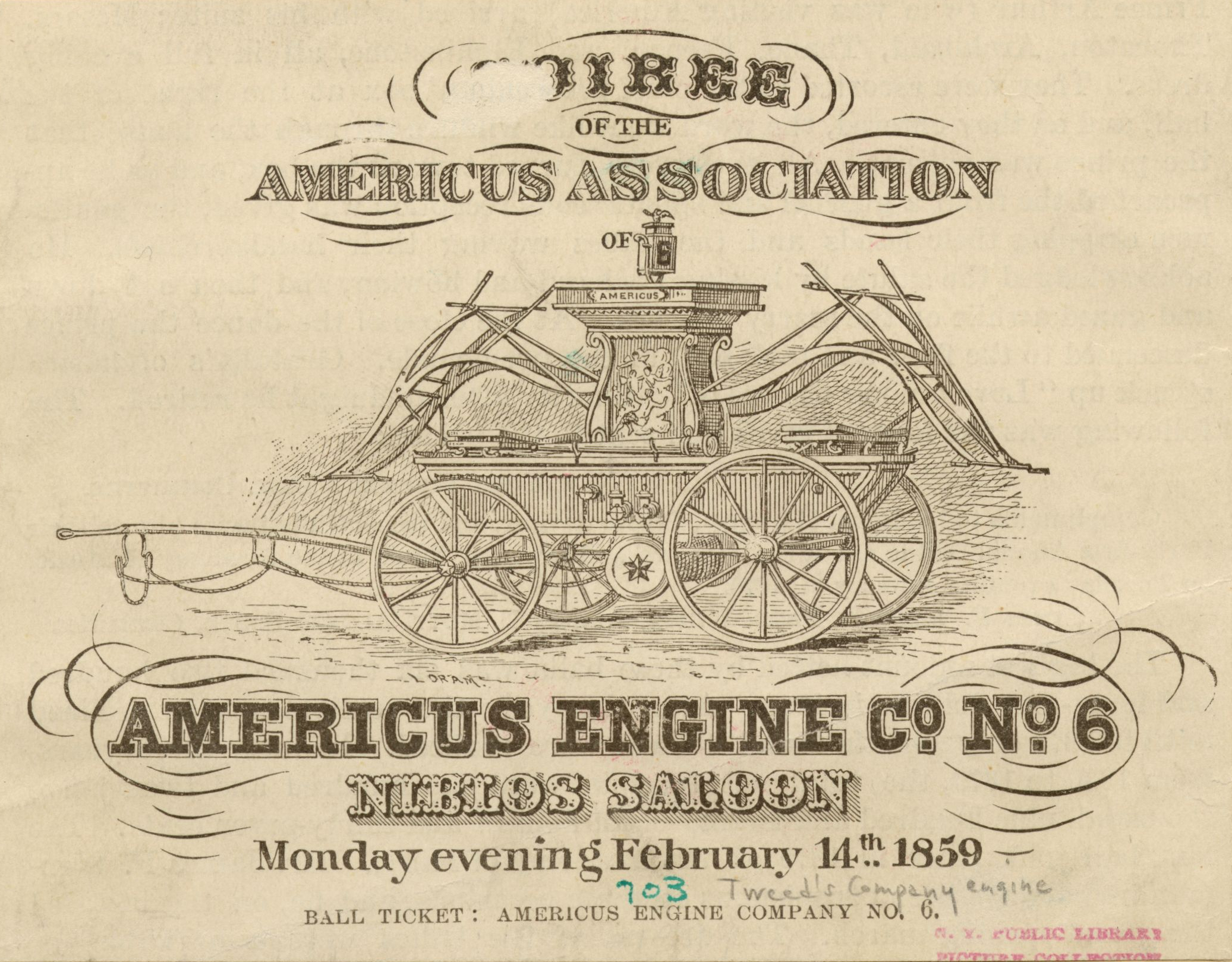
Boleto para una "velada" de 1859 en beneficio de la Tweed's Americus Engine Co., una de las brigadas de bomberos voluntarios de Nueva York, a la que pertenecía Tweed

Tweed se convirtió en miembro de los odd fellows y de los masones, y se unió a una compañía de bomberos voluntarios, con la Máquina No. 12. En 1848, por invitación del asambleísta estatal John J. Reilly, Tweed y algunos amigos organizaron la Compañía de Bomberos Americus No. 6, también conocida como "Los Seis Grandes", como una brigada de bomberos voluntarios, que tomó como símbolo un tigre de Bengala rugiendo de color rojo, tomado de una litografía francesa, un símbolo que permaneció asociado con Tweed y Tammany Hall durante muchos años. En ese momento, las compañías de bomberos voluntarios competían vigorosamente entre sí; algunos estaban relacionados con pandillas callejeras y tenían fuertes lazos étnicos con varias comunidades de inmigrantes. La competencia podría ser tan feroz, que los edificios a veces eran consumidos por el fuego mientras las compañías de bomberos luchaban entre sí. Tweed se hizo conocido por su violencia con el hacha, y pronto fue elegido el capataz de los Big Six. La presión de Alfred Carlson, el ingeniero jefe, lo expulsó del equipo, pero las compañías de bomberos también estaban captando territorios para los partidos políticos en ese momento, y las hazañas de Tweed llamaron la atención de los políticos demócratas que dirigían el Séptimo Distrito, siendro nombrado candidato a Alderman (cargo equivalente a concejal) en 1850, cuando Tweed tenía 26 años. Perdió esa elección ante el candidato whig Morgan Morgans, pero volvió a postularse al año siguiente y ganó, obteniendo su primer cargo político. Pisteriormente se asoció con los "Cuarenta ladrones", el grupo de concejales y asistentes que por entonces eran conocidos como algunos de los políticos más corruptos de la historia de la ciudad.
Tweed fue elegido miembro de la Cámara de Representantes de los Estados Unidos en 1852, pero su mandato de dos años pasó desapercibido. En un intento de los reformadores republicanos en Albany, la capital del estado, de controlar el gobierno de la ciudad de Nueva York, dominado por los demócratas, se fortaleció el poder de la Junta de Supervisores del Condado de Nueva York. La junta tenía 12 miembros, seis nombrados por el alcalde y seis elegidos, y en 1858 Tweed fue nombrado miembro de la junta, que se convirtió en su primer vehículo para el expolio a gran escala; con otros supervisores, obligó a los vendedores a pagar un recargo del 15% a su "círculo" para poder hacer negocios con las instituciones de la ciudad. En 1853, Tweed dirigía la séptima sala para el Tammany. La junta también tenía seis demócratas y seis republicanos, pero Tweed a menudo compraba a un republicano para influir en la junta. Uno de esos miembros republicanos de la junta fue Peter P. Voorhis, un comerciante de carbón de profesión que se ausentó de una reunión de la junta a cambio de 2500 dólares para que la junta pudiera nombrar inspectores de la ciudad. Henry Smith era otro republicano que formaba parte del círculo de Tweed.

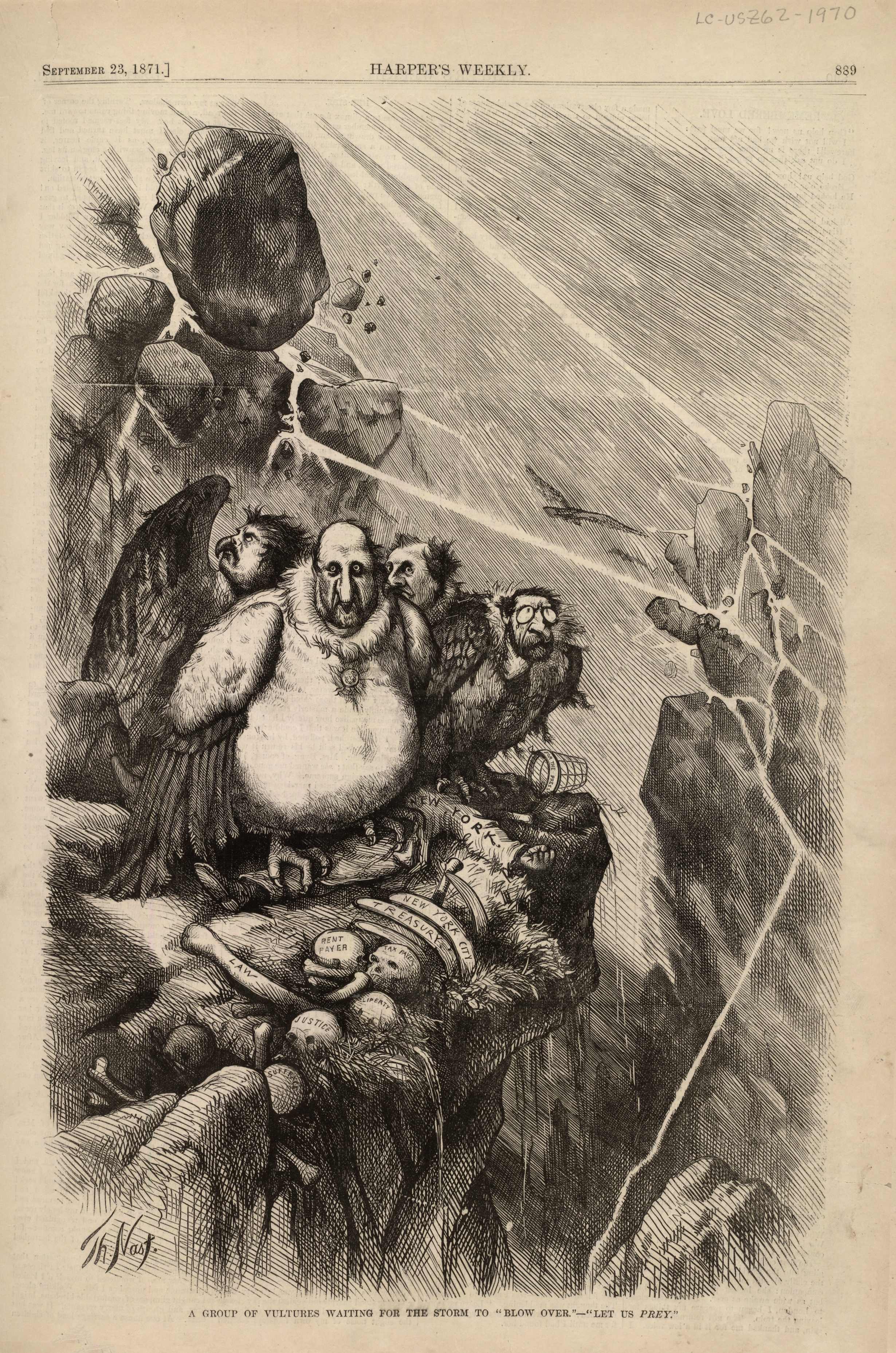
Un grupo de buitres esperando a que la tormenta "sople" - "Déjadnos cazar". por Thomas Nast, periódico semanal de Harper, 23 de septiembre de 1871. "Boss" Tweed y los miembros de su círculo, Peter B. Sweeny, Richard B. Connolly y A. Oakey Hall, capeando una tormenta violenta en una repisa con los restos recogidos de la ciudad de Nueva York.

Aunque no estaba formado en leyes, su amigo el juez George G. Barnard lo certificó como abogado, y Tweed abrió una oficina de abogados en la calle Duane. Se postuló para sheriff en 1861 y fue derrotado, pero se convirtió en el presidente del Comité General Demócrata poco después de las elecciones, y luego fue elegido para ser el jefe del comité general de Tammany en enero de 1863. Varios meses después, en abril, se convirtió en el "Gran Sachem" (el gran cacique), y comenzó a ser conocido como "Boss" (Jefe), especialmente después de que reforzó su poder creando un pequeño comité ejecutivo para dirigir el club. Luego tomó medidas para aumentar sus ingresos: utilizó su bufete de abogados para extorsionar dinero, que luego se disfrazaba como pagos por servicios legales; él mismo se había nombrado comisionado adjunto de la calle   - un puesto con un acceso considerable a contratistas y a la financiación de la ciudad; compró la New-York Printing Company, que se convirtió en la imprenta oficial de la ciudad, yadquirió el proveedor de papelería de la corporación, la Manufacturing Stationers 'Company, e hizo que ambas compañías comenzaran a cobrar al gobierno de la ciudad por sus bienes y servicios. Entre otros servicios legales que brindó, aceptó casi 100.000 dólares del Ferrocarril del Erie a cambio de favores. También se convirtió en uno de los mayores propietarios de bienes raíces en la ciudad, y comenzó a formar lo que se conoció como el "Círculo de Tweed", eligiendo a sus amigos para distintos cargos: George G. Barnard fue elegido Registrador de la ciudad de Nueva York ; Peter B. Sweeny fue elegido Fiscal de Distrito del Condado de Nueva York ; y Richard B. Connolly fue elegido Controlador de la Ciudad. Otros miembros con cargos judiciales del círculo de Tweed incluyeron a Albert Cardozo, John McCunn y John K. Hackett.
Cuando se descubrió que el Grand Sachem Isaac Fowler (que había aportado los 2500 dólares necesarios comprar al republicano Voorhis en la Junta de Supervisores), había robado 150.000 dólares en recibos de la oficina de correos, la responsabilidad del arresto de Fowler se le dio a Isaiah Rynders, otro agente de Tammany que estaba sirviendo como mariscal de los Estados Unidos en ese momento. Rynders formó el suficiente alboroto al entrar al hotel donde se alojaba Fowler para que este pudiera escapar a México.

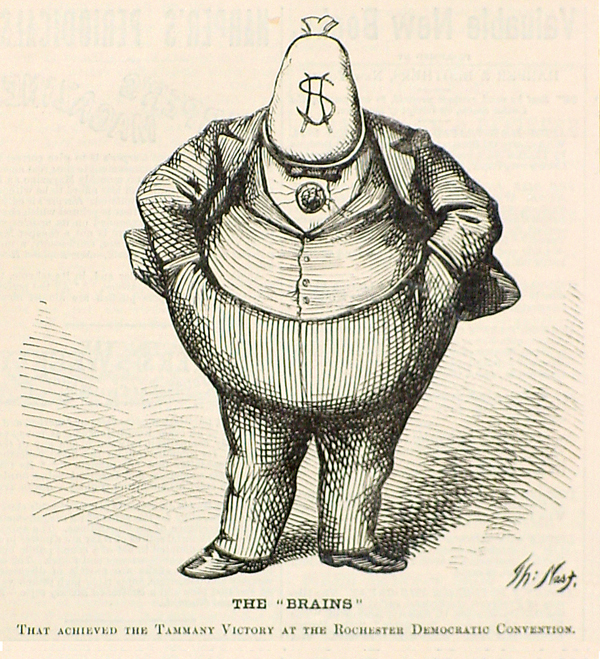
Thomas Nast. Caricatura de Tweed en Harper's Weekly (21 de octubre de 1871)

Con su nueva posición y riqueza vino un cambio de estilo: Tweed comenzó a usar un gran diamante decorando la pechera de su camisa, un hábito que Thomas Nast usó con gran efecto en sus ataques contra Tweed en Harper's Weekly a partir de 1869, y compró una casa de piedra rojiza para vivir en 41 West 36th Street, por entonces una zona muy de moda. Invirtió sus considerables ingresos ilegales en bienes raíces, por lo que a fines de la década de 1860 se ubicó entre los mayores propietarios de terrenos en la ciudad de Nueva York.
Tweed fue miembro del Senado del Estado de Nueva York (4° D) desde 1868 hasta 1873, y se sentó en las 91, 92, 93 y 94 Legislaturas del Estado de Nueva York, pero no ocupó su asiento en las Legislaturas 95 y 96. Mientras servía en el Senado estatal, dividió su tiempo entre Albany y la ciudad de Nueva York. Mientras estuvo en Albany, se quedó en una suite de siete habitaciones en Delevan House. Acompañándolo en sus habitaciones estaban sus canarios favoritos. Se supone que entre sus invitados figuraron miembros de la Black Horse Cavalry, treinta legisladores estatales cuyos votos estaban a la venta. En el Senado, ayudó a los financieros Jay Gould y Big Jim Fisk a tomar el control del Ferrocarril del Erie de Cornelius Vanderbilt, al organizar una legislación que legitimara los falsos certificados de acciones del Erie que Gould y Fisk habían emitido. A cambio, Tweed recibió un gran bloque de acciones y fue nombrado director de la compañía.

## Corrupción
Después de la elección de 1869, Tweed tomó el control del gobierno de la ciudad de Nueva York. Su protegido, John T. Hoffman, el exalcalde de la ciudad, ganó las elecciones como gobernador, y Tweed obtuvo el apoyo de buenos reformadores del gobierno como Peter Cooper y el Union League Club, al proponer una nueva carta de la ciudad que devolvió el poder al Ayuntamiento, a expensas de las comisiones estatales de inspiración republicana. La nueva carta aprobada, gracias en parte a los 600.000 dólares en sobornos que Tweed pagó a los republicanos, fue aprobada por Hoffman en 1870. Las nuevas elecciones obligatorias permitieron a Tammany hacerse cargo del Consejo Común de la ciudad cuando ganaron los quince puestos de concejal.
El nuevo estatuto puso el control de las finanzas de la ciudad en manos de una Junta de Auditoría, integrada por Tweed, que era el Comisionado de Obras Públicas, el Alcalde A. Oakey Hall y el Controlador Richard "Slippery Dick" Connolly, ambos hombres de Tammany Hall. También nombró a otros asociados de Tweed para altos cargos   - como Peter B. Sweeny, quien se hizo cargo del Departamento de Parques Públicos   - proporcionando a lo que se conoció como el Círculo de Tweed un control aún más firme del gobierno de la ciudad de Nueva York y permitiéndoles defraudar a los contribuyentes muchos más millones de dólares. En palabras de Albert Bigelow Paine, "sus métodos eran curiosamente simples y primitivos. No hubo manipulaciones hábiles de cifras, lo que hubiera dificultado la detección del fraude. . . Connolly, como Controlador, se hizo cargo de los libros y se negó a mostrarlos. Con sus compañeros, también 'controló' los tribunales y la mayor parte del colegio de abogados". De manera crucial, el nuevo estatuto de la ciudad permitió a la Junta de Auditoría emitir bonos de deuda con el fin de financiar gastos ocasionales que la ciudad de otra manera no podría pagar. Esta capacidad de flotar deuda fue habilitada por la aprobación gracias a Tweed de la Ley de Reclamos Ajustados en 1868. A los contratistas que trabajan para la ciudad, favoritos del círculo la mayoría de ellos, se les dijo que multiplicaran el monto de cada factura por cinco, diez o cien, después de lo cual, con el visto bueno del alcalde y el respaldo de Connolly, se pagó ... a través de un intermediario, que cobró el cheque, pagó el coste del proyecto original y dividió el resto ... entre Tweed, Sweeny, Connolly y Hall".
Por ejemplo, el costo de construcción del Palacio de Justicia del Condado de Nueva York, que comenzó en 1861, aumentó a casi 13 millones de dólares, alrededor de 178  millones en dólares de 2017, y casi el doble del costo de la Compra de Alaska en 1867. "Un carpintero recibió 360.751 dólares (aproximadamente 4.9 millones de hoy) por un mes de trabajo en un edificio con muy poca carpintería ... un yesero recibió 133.187 dólares (1,82  millones de hoy) por dos días de trabajo ".

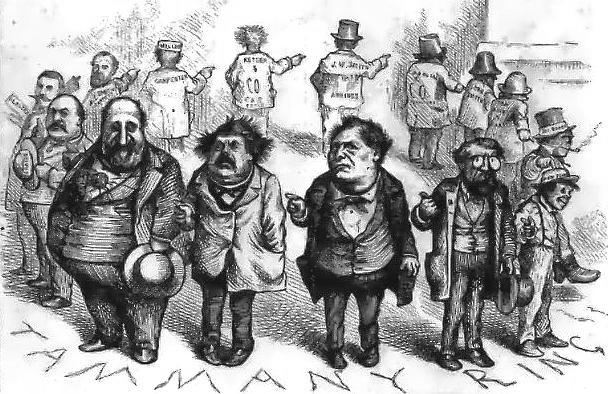
Nast representa el Círculo de Tweed: "¿Quién robó el dinero del pueblo?" / "'Fue él". De izquierda a derecha: William Tweed, Peter B. Sweeny, Richard B. Connolly y Oakey Hall. A la izquierda de Tweed, en el fondo, están James H. Ingersoll y Andrew Garvey, contratistas de la ciudad involucrados en gran parte de la construcción de la ciudad.

Tweed y sus amigos también obtuvieron enormes ganancias del desarrollo del Upper East Side, especialmente de Yorkville y Harlem. Compraron propiedades no desarrolladas, y luego usarían los recursos de la ciudad para mejorar el área, por ejemplo mediante la instalación de tuberías para traer agua del Acueducto de Croton, aumentando así el valor de los terrenos, después de lo cual vendieron y recogieron sus ganancias. El enfoque en el lado este también desaceleró el desarrollo del lado oeste, cuya topografía lo hizo más costoso de mejorar. El círculo también cobró su porcentaje habitual de contratos inflados, así como también retiró el dinero de los impuestos a la propiedad. A pesar de la corrupción de Tweed y Tammany Hall, lograron el desarrollo del alto Manhattan, aunque a costa de triplicar la deuda de bonos de la ciudad hasta alcanzar casi los 90 millones.
Durante la era de Tweed, la propuesta de construir un puente colgante entre Nueva York y Brooklyn, entonces una ciudad independiente, fue impulsada por los mandatarios de Brooklyn, quienes veían las conexiones del ferry como un cuello de botella para el desarrollo posterior de su localidad. Para asegurarse de que el proyecto del Puente de Brooklyn avanzase, el senador estatal Henry Cruse Murphy se puso en contacto con Tweed para averiguar si los concejales de Nueva York aprobarían la propuesta. La respuesta de Tweed fue que 60.000 dólares bastarían para que los concejales ratificaran el trato. El contratista William C. Kingsley puso el efectivo, que fue entregado en una bolsa de mano de tela estampada. Tweed y otros dos miembros de Tammany también recibieron más de la mitad de las acciones privadas de la Bridge Company, cuyo estatuto especificaba que solo los accionistas privados tenían derecho a voto, por lo que, aunque las ciudades de Brooklyn y Manhattan pusieron la mayor parte del dinero, esencialmente no tenía control sobre el proyecto.
Tweed compró una mansión en la Quinta Avenida con la calle 43, y guardaba sus caballos, carruajes y trineos en la calle 40. En 1871, era miembro de la junta directiva no solo del Ferrocarril del Erie y de la Compañía del Puente de Brooklyn, sino también de la Compañía del Ferrocarril de la Tercera Avenida y de la Compañía de Gas de Harlem. Fue presidente del Banco Guardian Savings, y con sus socios creó el Décimo Banco Nacional para controlar mejor su fortuna.

## Escándalo
La caída de Tweed comenzó en 1871. James Watson, que era auditor del condado en la Oficina del Contralor Dick Connolly y que también mantenía y registró los libros del círculo, murió una semana después de que su cabeza fuera aplastado por un caballo en un accidente de trineo el 21 de enero de 1871. Aunque Tweed protegió las propiedades de Watson en la semana anterior a que este muriese, y otro miembro del círculo intentó destruir los registros de Watson, un auditor sustituto, Matthew O'Rourke, asociado con el ex sheriff James O'Brien, le hizo llegar las cuentas de la ciudad a O'Brien. La revuelta de Orange de 1871, acontecida durante el verano, no ayudó a incrementar la popularidad del círculo. El incidente fue provocado después de que Tammany Hall prohibió un desfile de protestantes irlandeses para celebrar una victoria histórica contra el catolicismo. El desfile fue prohibido debido a un motín el año anterior, en el que murieron ocho personas cuando una multitud de trabajadores católicos irlandeses atacó el desfile. Bajo la fuerte presión de los periódicos y la élite protestante de la ciudad, Tammany invirtió el rumbo y se permitió que la marcha prosiguiera, con la protección de los policías de la ciudad y la milicia estatal. El resultado fue una revuelta aún mayor, en la que murieron más de 60 personas y más de 150 resultaron heridas.
Aunque la base del poder electoral de Tammany se centraba en gran medida en la población inmigrante irlandesa, también necesitaba que la élite de la ciudad aceptara su gobierno, y esto estaba condicionado a la capacidad de la máquina para controlar las acciones de su gente, pero los disturbios de julio mostraron que esta capacidad no era tan fuerte como se suponía.

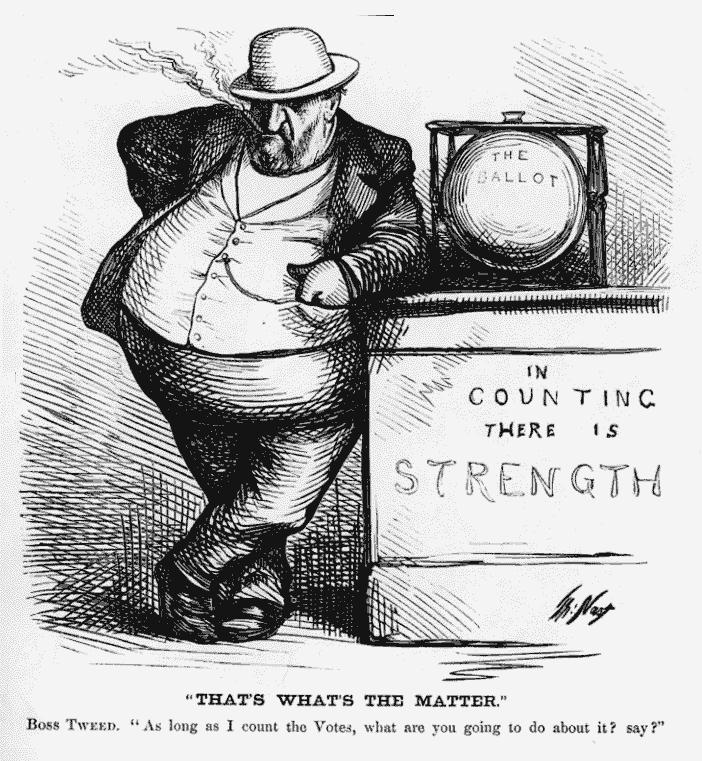
Nast muestra la fuente de poder de Tweed: el control de las urnas. "Mientras cuento los votos, ¿qué vas a hacer al respecto?"

Tweed había sido atacado durante meses por The New York Times y por Thomas Nast, el caricaturista de Harper's Weekly.  Con respecto a las viñetas de Nast, Tweed dijo: "Detengan esos malditos didujos. No me importa mucho lo que dicen los periódicos sobre mí. ¡Mis electores no saben leer, pero no pueden evitar ver esas malditas imágenes!", pero su campaña solo tuvo un éxito limitado. Pudieron forzar un examen de los libros de la ciudad, pero la comisión de seis empresarios nombrados por el alcalde A. Oakey Hall, un hombre de Tammany, integrada por John Jacob Astor III, el banquero Moses Taylor y otros que se beneficiaron de las acciones de Tammany, descubrió que los libros habían sido "guardados fielmente", dejando sin aire el esfuerzo por destronar a Tweed.
La respuesta a los disturbios de Orange cambió todo, y solo unos días después, la campaña del Times y Nast comenzó a obtener apoyo popular. Más importante aún, el Times comenzó a recibir información privilegiada del alguacil del condado James O'Brien, cuyo apoyo a Tweed había fluctuado durante el reinado de Tammany. O'Brien había intentado chantajear a Tammany, amenazando con exponer a la prensa las malversaciones del círculo, y cuando no consiguió lo que pedía, proporcionó las evidencias que había reunido al Times. Poco después, el auditor del condado, Matthew J. O'Rourke, proporcionó detalles adicionales al Times, a quien que según se informaba, se le ofrecieron 5 millones de dólares para que no publicara las pruebas de que disponía. The Times también obtuvo las cuentas del recientemente fallecido James Watson, quien era el contable del círculo de Tweed, y se publicaron diariamente, culminando en un suplemento especial de cuatro páginas el 29 de julio titulado "El Gigantesco Fraude del Círculo sale a la Luz". En agosto, Tweed comenzó a transferir la propiedad de su imperio inmobiliario y otras inversiones a los miembros de su familia.
El escándalo provocó una crisis internacional de confianza en las finanzas de la ciudad de Nueva York, y en particular, en su capacidad para pagar sus deudas. Los inversores europeos estaban fuertemente posicionados en los bonos de la ciudad y ya estaban nerviosos por su gestión: solo la reputación de los suscriptores impedía la volatilización de los valores de la ciudad. La comunidad financiera y comercial de Nueva York sabía que si el crédito de la ciudad se derrumbaba, podría arrastrar a todos los bancos de la ciudad.
Por lo tanto, la élite de la ciudad se reunió en Cooper Union en septiembre para discutir la reforma política: pero por primera vez, la conversación incluyó no solo a los reformadores habituales, sino también a grandes demócratas, como Samuel J. Tilden, que Tammany había rechazado. El consenso fue que los "ciudadanos más sabios y mejores" deberían hacerse cargo del gobierno de la ciudad e intentar restaurar la confianza de los inversores. El resultado fue la formación del Comité Ejecutivo de Ciudadanos y Contribuyentes para la Reforma Financiera de la Ciudad (también conocido como el "Comité de los Setenta"), que atacó a Tammany cortando los fondos de la ciudad. Los propietarios se negaron a pagar sus impuestos municipales, y un juez, el viejo amigo de Tweed, George Barnard, ordenó al contralor de la ciudad que emitiera bonos o gastara dinero. Los trabajadores no remunerados se volvieron contra Tweed y marcharon al Ayuntamiento exigiendo que se les pagara. Tweed repartió algunos fondos de su propio bolsillo, unos 50.000 dólares, pero no fueron suficientes para poner fin a la crisis, y Tammany comenzó a perder su base esencial.
Poco después, el contralor renunció y nombró a Andrew Haswell Green, un asociado de Tilden, como su reemplazo. Green volvió a liberar fondos de nuevo, permitiendo a los departamentos de la ciudad que no estaban bajo el control de Tammany pedir prestado dinero para operar. Green y Tilden examinaron de cerca los registros de la ciudad y descubrieron dinero que fue directamente de los contratistas de la ciudad al bolsillo de Tweed. Al día siguiente, lo hicieron arrestar.

## Encarcelamiento, fuga y muerte

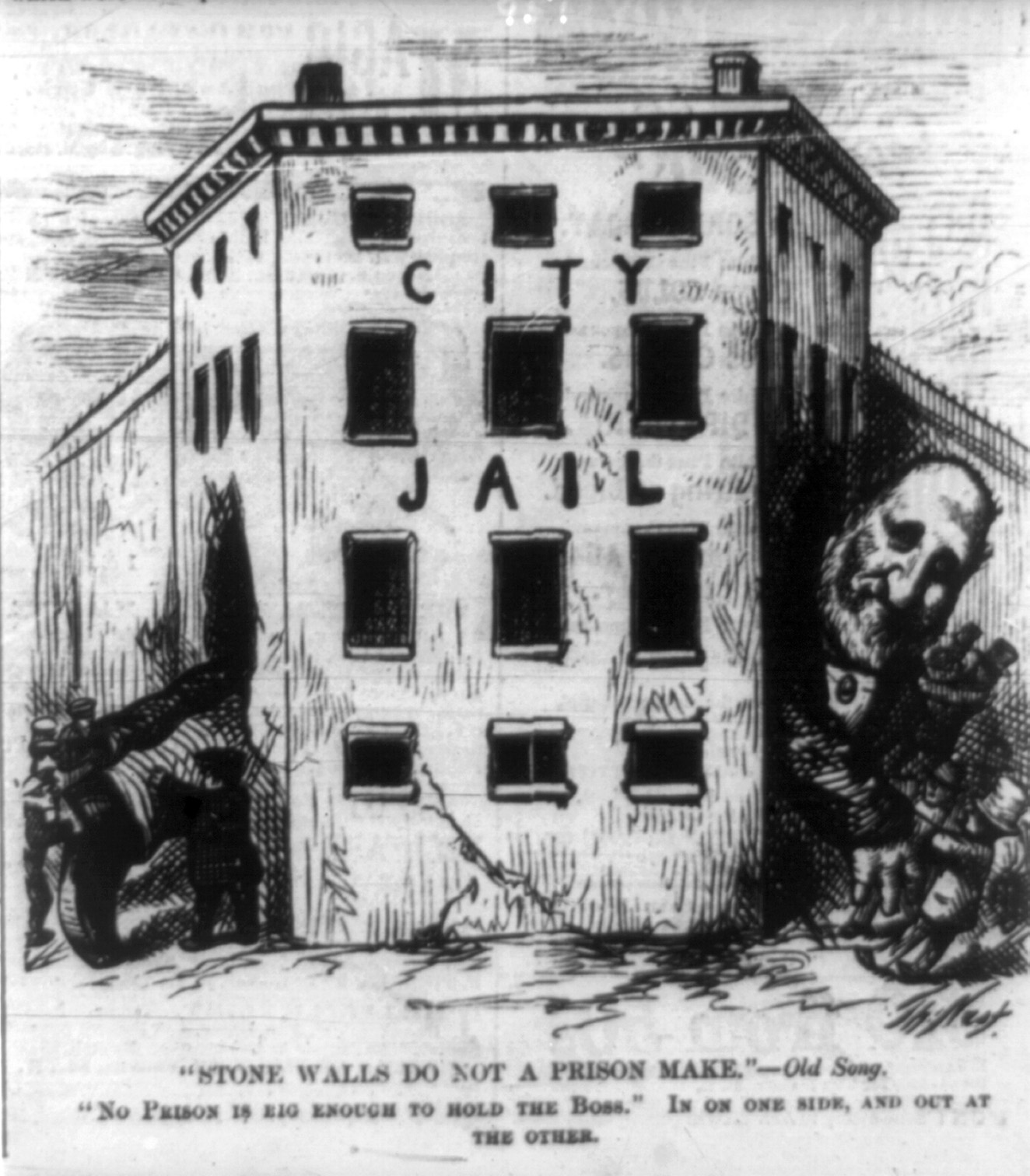
"Los muros de piedra no son una prisión": caricatura editorial de Thomas Nast que predice que Tweed no se mantendrá entre rejas (Harper's Weekly, 6 de enero de 1872)

Tweed fue liberado bajo fianza de un millón de dólares, y la maquinaria política de Tammany se puso a trabajar para recuperar su posición a través de las urnas. Tweed fue reelegido para el Senado estatal en noviembre de 1871, debido a su popularidad personal y a su generosidad en su distrito, pero en general, al resto de políticos de Tammany no le fue bien, y los miembros del Círculo de Tweed comenzaron a abandonar la jurisdicción, muchos de ellos yéndose al extranjero. Tweed fue arrestado nuevamente, obligado a renunciar a sus cargos en la ciudad, siendo además reemplazado como líder de Tammany. Una vez más, fue puesto en libertad bajo fianza: ocho millones esta vez, pero los partidarios de Tweed, como el magnate Jay Gould, sintieron las repercusiones de su caída del poder.
El primer juicio de Tweed, oficiado en enero de 1873, terminó cuando el jurado no pudo llegar a un acuerdo sobre un veredicto. La defensa de Tweed incluyó a los abogados David Dudley Field II y Elihu Root. Un nuevo juicio, celebrado en noviembre, tuvo como resultado condenas por 204 de los 220 cargos presentados, una multa de 12.750 dólares (el equivalente a unos 270.000 dólares de 2015) y una sentencia de prisión de 12 años. Sin embargo, un tribunal superior redujo la sentencia de Tweed a un año de cárcel. Después de su liberación de la prisión, un año pasado en The Tombs (nombre coloquial del centro de detención de Manhattan), el estado de Nueva York presentó una demanda civil contra Tweed, intentando recuperar 6 millones en fondos malversados. Incapaz de poner los 3 millones necesarios para obtener la libertad bajo fianza, Tweed fue encerrado en la cárcel de la calle Ludlow, aunque se le permitió realizar visitas a domicilio. En una de estas visitas, escapó de la prisión y huyó como marinero (o de polizón) en un barco español hacia Europa. El gobierno de los Estados Unidos descubrió su paradero y arregló su arresto una vez que llegó al Puerto de Vigo, donde fuera reconocido por las caricaturas políticas de Nast. Esperó arrestado en la Ciudad Olívica hasta su entrega a las autoridades US-americana, viajando en confinamiento en un buque de guerra estadounidense, el USS Franklin, hasta que fuera entregado a las autoridades en la ciudad de Nueva York el 23 de noviembre de 1876, siendo devuelto a prisión.
Desesperado y abatido, decidió testificar sobre el funcionamiento interno del Círculo que había creado ante un comité especial establecido por la Junta de Concejales, a cambio de su liberación. Sin embargo, después de hacerlo, Tilden, ahora gobernador de Nueva York, se negó a cumplir el acuerdo, y Tweed permaneció encarcelado. Murió en la cárcel de Ludlow Street el 12 de abril de 1878, de una neumonía severa, y fue enterrado en el cementerio de Green-Wood de Brooklyn, Nueva York. El alcalde Smith Ely no permitió que la bandera en el ayuntamiento ondease a media asta.

## Valoraciones
Según el biógrafo de Tweed, Kenneth D. Ackerman: 
 Es difícil no admirar la habilidad escondida detrás del sistema de Tweed. . . El círculo de Tweed en su apogeo era una maravilla de la ingeniería, fuerte y sólido, desplegado estratégicamente para controlar puntos de poder clave: los tribunales, la legislatura, el tesoro y las urnas. Sus fraudes tenían grandeza de escala y elegancia de estructura: lavado de dinero, participación en los beneficios y organización. 
 En la imagen posterior de Tweed y de la organización de Tammany Hall, los historiadores han enfatizado el robo y la naturaleza conspiradora del Boss Tweed, junto con el llenado de sus propios bolsillos y los de sus amigos y aliados. El tema es que los pecados de corrupción violaron tanto los estándares estadounidenses de rectitud política que eclipsaron las contribuciones positivas de Tweed a la ciudad de Nueva York. 
Aunque ocupó numerosos cargos públicos importantes y fue uno de los pocos líderes de alto rango de Tammany Hall, así como de la legislatura estatal y del Partido Demócrata estatal, Tweed nunca fue el único "jefe" de la ciudad de Nueva York. Compartió el control de la ciudad con numerosas personas menos famosas, como los villanos representados en el famoso círculo de culpables de una de las viñetas del dibujante Nast (que se muestra arriba). Seymour J. Mandelbaum ha argumentado que, además de la corrupción en la que se involucró, Tweed fue un modernizador que prefiguraba ciertos elementos de la Era Progresista en términos de una gestión más eficiente de la ciudad. Gran parte del dinero que desvió del tesoro de la ciudad se destinó a grupos necesitados que apreciaron la comida gratis en Navidad y la recordaron en las elecciones siguientes, y para defender a los trabajadores que proporcionaron el músculo de su máquina. Como legislador trabajó para expandir y fortalecer los programas de asistencia social, especialmente los de organizaciones benéficas privadas, escuelas y hospitales. Con una base en la comunidad católica irlandesa, se opuso a los esfuerzos de los protestantes para exigir la lectura de la Biblia del rey Jacobo en las escuelas públicas, lo que se hizo deliberadamente para alejar a los católicos. Facilitó la fundación de la Biblioteca Pública de Nueva York, a pesar de que uno de sus fundadores, Samuel Tilden, era el enemigo declarado de Tweed en el Partido Demócrata.
Reconoció que el apoyo de su electorado era necesario para permanecer en el poder y, como consecuencia de ello, utilizó la maquinaria del gobierno de la ciudad para proporcionar numerosos servicios sociales, incluida la construcción de más orfanatos, casas de beneficencia y baños públicos. También luchó para que la Legislatura del Estado de Nueva York donara a organizaciones benéficas privadas de todas las denominaciones religiosas y subsidiase las escuelas y hospitales católicos. De 1869 a 1871, bajo la influencia de Tweed, el estado de Nueva York gastó más en organizaciones benéficas que durante todo el período de tiempo comprendido entre 1852 y 1868. Así mismo, impulsó la financiación de una universidad para maestros y la prohibición del castigo corporal en las escuelas, así como aumentos salariales para los maestros de escuela. 
Durante el régimen de Tweed, la principal calle comercial de Broadway se amplió entre la calle 34 y la calle 59, se aseguró el terreno para el Museo Metropolitano de Arte, y se desarrollaron el Upper East Side y el Upper West Side proporcionando las infraestructuras necesarias, todo en beneficio de los bolsillos del Círculo de Tweed, pero también, en última instancia, en beneficio de la gente de la ciudad. 
Según Leo Hershkowitz en Tweed's New York: Another Look, no hay evidencia de ninguna ganancia financiera personal por parte de Tweed, a pesar de las implicaciones de Thomas Nast en Harper's Weekly y los editores de The New York Times, que tenían vínculos con el partido republicano. En parte, la campaña contra Tweed desvió la atención pública de los escándalos republicanos como el Círculo del Whisky.
El propio Tweed no quería un reconocimiento particular de sus logros. Cuando se propuso, en marzo de 1871, coincidiendo con el apogeo de su poder, que se erigiera una estatua en su honor, declaró: "Las estatuas no se erigen a los hombres vivos. . . Afirmo ser un hombre vivo, y espero (si la Divina Providencia lo permite) sobrevivir con todo mi vigor, política y físicamente, en los próximos años". Uno de los legados no deseados de Tweed es que se ha convertido en "el arquetipo del jefe de la ciudad hinchado, rapaz y corrupto".

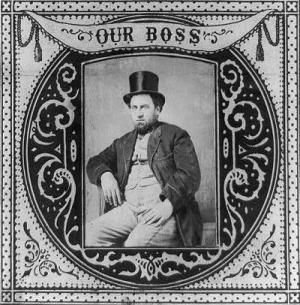
Etiqueta de una caja de cigarros de 1869 con la imagen de Tweed

## Segundo nombre
Tweed nunca firmó su nombre con otra cosa que no sea una simple "M", y su segundo nombre a menudo aparece erróneamente como "Marcy". Su segundo nombre real era "Magear", el apellido de soltera de su madre. El nombre del hijo de Tweed era William Magear Tweed, Jr. La confusión deriva de una caricatura de Nast con una foto de Tweed, complementada con una cita de William L. Marcy, el exgobernador de Nueva York.

## En la cultura popular
- En 1945, Boss Tweed fue interpretado por Noah Beery, Sr., en la producción de Broadway titulada Up in Central Park, una comedia musical con partitura de Sigmund Romberg.[40]

- El papel fue interpretado por Malcolm Lee Beggs en el reestreno de 1947.[41] En la versión cinematográfica de 1948, Tweed fue interpretado por Vincent Price.[42]

- En la serie de televisión de la CBS de 1963-1964 The Great Adventure, que presentó dramatizaciones de una hora de la vida de personajes históricos, Edward Andrews interpretó a Tweed en el episodio "El hombre que robó la ciudad de Nueva York", sobre la campaña de The New York Times para derribar a Tweed. El episodio se emitió el 13 de diciembre de 1963.[43][44][45][46]

- En la novela de ciencia ficción de 1977 de John Varley, The Ophiuchi Hotline, un político corrupto en un asentamiento humano en la Luna del siglo XXI se llama "Boss Tweed", una referencia al político del siglo XIX, y su cuartel general lunar se denomina "Tammany Hall".[47][48][49]

- Tweed fue interpretado por Philip Bosco en la película de televisión de 1986 Liberty.[50] Según una reseña de la película en The New York Times, fue Tweed quien sugirió llamar a la Estatua de la Libertad por ese nombre, en lugar de su nombre formal, Liberty Enlightening the World, para que se pudiera leer mejor en los titulares de los periódicos.[51]

- Andrew O'Hehir de The New York Times señaló que Forever, una novela de 2003 de Pete Hamill, y Gangs of New York, una película de 2002, "incluyen papeles que muestran un apoyo significativo al legendario padrino político de Manhattan, Boss Tweed", entre otras similitudes temáticas.[52] En una revisión de este último trabajo, Chuck Rudolph elogió la descripción del carácter de Tweed realizada por Jim Broadbent, "dándole al papel una compostura magistralmente despiadada".[53]

- Tweed aparece como antagonista en la novela, Assassin's Creed Last Descendants, donde es el Gran Maestro de los Templarios estadounidenses durante la Guerra Civil Americana.[54]

- Tweed aparece en el libro de T. J. English Paddy Whacked y en la película documental posterior, en lo que respecta a su conexión con el jefe de la mafia irlandesa John Morrissey.

- The Old Nation Brewing Company en Williamston (Míchigan), produjo una cerveza doble IPA estilo New England con el nombre de Tweed, la "Boss Tweed New England DIPA".[55]

## Lecturas relacionadas
- Hershkowitz, Leo. Tweed's New York: Another Look (1977), a favorable biography that minimizes the negative.
- Lynch, Denis T. Boss Tweed The story of a grim generation. Blue Ribbon Books NY first print 1927 copyright Boni & Liveright Inc.

### En inglés
- United States Congress. «William M. Tweed (id: T000440)». Biographical Directory of the United States Congress.
- «Tumba de William M. Tweed» (en inglés). Find a Grave.
- Green-Wood Cemetery page for W. M. Tweed
- Map Showing the Portions of the City of New York and Westchester County under the Jurisdiction of the Department of Public Parks. Talks about Tweed's takeover of the New York City parks system, from the World Digital Library
- Tweed, William Marcy The American Cyclopædia. 1879
- Varios autores (1905, actualmente en dominio público). «Tweed, William Marcy».  En Gilman, D. C.; Thurston, H. T.; Colby, F. M., eds, ed. New International Encyclopedia (en inglés) (1ª edición).
- Reynolds, Francis J., ed. (1921, actualmente en dominio público). «Tweed, William Marcy».  En New York: P.F. Collier & Son Company., ed. Collier's New Encyclopedia (en inglés).
- Chicago: F. E. Compton and Co. (1914, actualmente en dominio público). «Tweed, William Marcy».  En Beach, Chandler B., ed. The New Student's Reference Work (en inglés).

- Datos: Q1353450
- Multimedia: William M. Tweed / Q1353450